# Velký Kosíř
Velký Kosíř (deutsch Kossirz Berg; 442 m. n. m.) ist eine markante Erhebung in dem Hügelland Bouzovská vrchovina, dem südlichsten Teil der Zábřežská vrchovina, in der Region Olomouc, Tschechien. Er liegt etwa 9 Kilometer nordwestlich von Prostějov und 15 Kilometer von Olomouc entfernt; sein Gipfelbereich gehört zum Gebiet der Gemeinde Slatinky, okres Prostějov. Der Name des Hügels stammt angeblich von der länglichen Form, die an eine Sense erinnert (tschechisch kosa). Wegen seiner auffälligen Lage in der Ebene der Hanna wird er scherzhaft „der Mont Blanc der Hanna“ genannt.

## Entstehungs- und Besiedlungsgeschichte
Der Berg entstand aus Sedimenten, die sich im Zeitalter des Karbon vor etwa 340 bis 340 Millionen Jahren am Meeresgrund abgelagert haben. In der Umgebung befinden sich wertvolle paläontologische Fundstätten. Fossilien von Austern, Muscheln und Seeigeln wurden in der Vergangenheit am Berg gefunden. Menschen bewohnten die Gegend bereits in der Altsteinzeit. Der für Mähren einmalige Fund einer äneolitischen Frauenfigur – der sogenannten Venus von Kosíř – gelang Archäologen 1972.

## Infrastruktur und Sehenswürdigkeiten
Auf dem Gipfel steht ein Denkmal für František Palacký. Über den Hügel und die benachbarten Gemeinden führt ein Lehrpfad. Am Westhang ist ein Gedenkstein für vier Flieger angebracht, die hier bei einem Hubschrauberunglück im Jahr 1998 ums Leben kamen.

## Naturschutz
Der bewaldete Hügel und die nähere Umgebung wurden im Jahr 2000 zum Naturpark Velký Kosíř erklärt. Am Velký Kosíř sind mehrere besonders geschützte Gebiete ausgewiesen: Andělova zmola, ein Eichenwald, in dem Moose und Moosflechten wachsen (37,4 Hektar, Naturreservat seit 1990), die Ameisenkolonie Studený kout (5,3 Hektar, Naturdenkmal seit 1995), und Brus, ein bewaldeter Hang mit wärmeliebender Vegetation westlich des Hügels (42 Hektar, Naturdenkmal seit 1983). Der im Osten gelegene Nebengipfel Malý Kosíř (316 m. n. m.) ist seit 1993 auf 11,25 Hektar als Naturreservat geschützt. 